# Zingiber marginatum
Zingiber marginatum là một loài thực vật có hoa trong họ Gừng. Loài này được William Roxburgh miêu tả khoa học đầu tiên năm 1810.

## Phân bố
Loài bản địa vùng đồi núi Khasi, đông bắc Ấn Độ. Môi trường sống là rừng, ở cao độ khoảng 900 m.

## Phân loại
Baker (1892) và Schumann (1904) xếp Z. marginatum trong tổ Dymczewiczia.

## Mô tả
Thân lá cao 90-120 cm. Lá 10-15 × 2,5 cm,  không cuống, thuôn dài-hình mác, hai đầu nhọn, mặt dưới có lông tơ. Lưỡi bẹ rất lớn, hình mác, tù, màu nâu, dạng màng. Cành hoa bông thóc đầu cành, không cuống, dài 2,5-5 cm, đường kính dưới 1,3 cm; trục cành hoa rậm lông. Lá bắc hình trứng ngược, 0,8-0,9 cm, xếp lợp chặt, có lông, màu nâu khi khô, tù, 1 hoa; mép rộng, dạng màng, trong suốt. Tuyến mật 3 thùy.